# Hipposideros beatus
Hipposideros beatus är en fladdermusart som beskrevs av K. Andersen 1906. Hipposideros beatus ingår i släktet Hipposideros och familjen Rhinolophidae. IUCN kategoriserar arten globalt som livskraftig. Inga underarter finns listade i Catalogue of Life. Wilson & Reeder (2005) skiljer mellan två underarter.
Arten blir 66 till 83 mm lång, inklusive en 20 till 31 mm lång svans, och den väger 6 till 9,5 g. Hipposideros beatus har 39 till 48 mm långa underarmar, cirka 8 mm långa bakfötter och 12 till 16 mm långa öron. Pälsen, flygmembranen och öronen har en mörkbrun färg. Liksom hos andra familjemedlemmar förekommer hudflikar (blad) på näsan.
Denna fladdermus förekommer i västra och centrala Afrika från Sierra Leone till östra Kongo-Kinshasa och södra Sydsudan. Arten vistas i låglandet och i kulliga områden upp till 500 meter över havet. Habitatet utgörs av tropiska regnskogar. Individerna vilar ensam, i par eller i små flockar i trädens håligheter och i vägtrummor. I sällsynta fall har en flock upp till 20 medlemmar. När arten jagar flyger den ofta över vattendrag eller träsk.
Hipposideros beatus kan flyga smidig mellan träden. Enligt ett fåtal undersökningar jagar den flygande myror, skalbaggar och andra insekter med hjälp av ekolokaliseringen. Enligt en studie från ett område i Gabon bildas flockarna där av ett monogamt föräldrapar och deras ungar från olika kullar. Ibland växlar de vuxna individerna partner före parningstiden. I centrala Afrika sker parningen vid slutet av regntiden i juni eller juli. Honan föder allmänt en unge per kull. Könsmognaden infaller för honor efter ungefär 6 månader och för hannar efter ett år. I nordöstra Kongo-Kinshasa registrerades däremot en hona med aktiva spenar i april.